# Liquid Monster
Liquid Monster és el sisè àlbum pel grup alemany Brainstorm, publicat el 2005.

## Llista de Cançons
Totes les cançons són escrites i arranjades per Brainstorm.
1. "Worlds Are Comin' Through" – 4:55
2. "Inside the Monster" – 4:55
3. "All Those Words" – 4:05
4. "Lifeline" – 3:05
5. "Invisible Enemy" – 4:20
6. "Heavenly" – 5:33
7. "Painside" – 5:42
8. "Despair to Drown" – 3:51
9. "Mask of Life" – 5:20
10. "Even Higher" – 4:22
11. "Burns My Soul" – 5:13

## Formació
- Andy B. Franck - Cantant
- Torsten Ihlenfeld - Guitarra & Veu de fons
- Milan Loncaric - Guitarra & Veu de fons
- Andreas Mailänder - Baix
- Dieter Bernert - Bateria

Font d'informació:Web Oficial de Brainstorm